# Uroš Spajić
Uroš Spajić (en serbe en écriture cyrillique : Урош Спајић), né le 13 février 1993 à Belgrade en République fédérale de Yougoslavie (actuellement en Serbie), est un footballeur international serbe, évoluant au poste de défenseur central au Beijing Guoan.

## Biographie

### En club
Spajić fait ses débuts professionnels avec le club de l'Étoile rouge de Belgrade le 27 octobre 2010 lors d'un match de Coupe de Serbie contre le FK Borac Čačak.
Il est prêté lors de la saison 2011-2012 au FK Sopot, le club-école de l'Étoile rouge de Belgrade évoluant en 3e division serbe. Spajić y joue 34 matchs.
De retour à l'Étoile rouge de Belgrade pour la saison 2012-2013, il est crédité de 16 apparitions avant de signer à l'été 2013 avec le Toulouse Football Club.
Lors de son premier match officiel avec son nouveau club de Toulouse, le 10 août 2013 à Valenciennes pour la première journée du championnat de Ligue 1 2013-2014, Spajić reçoit un carton rouge par erreur, à la place de son coéquipier Steeve Yago. Celui-ci est ensuite annulé par la commission de discipline.
Le 18 décembre 2013 lors du huitième de finale de Coupe de la Ligue opposant Marseille à Toulouse, Spajić marque son premier but en tant que joueur professionnel. Il reprend à la 42e minute un coup franc tiré par Adrien Regattin et repoussé sur lui par le gardien marseillais Steve Mandanda.
Le 31 août 2016, dernier jour du mercato, il s'engage en prêt en faveur du RSC Anderlecht en provenance du Toulouse FC.
Le 14 mars 2017, il s'engage officiellement en faveur du RSC Anderlecht pour quatre ans.
Le 23 mai 2018, le club d'Anderlecht annonce son transfert au club russe du FK Krasnodar. Le montant de ce transfert serait de 7 millions d'euros.
Après deux saisons à Krasnodar, il est prêté au Feyenoord Rotterdam dans le cadre de l'exercice 2020-2021.

### En équipe nationale
Spajić dispute son premier tournoi majeur lors de la Coupe du monde 2018 en Russie. 
Il est retenu dans la liste des 26 joueurs serbes du sélectionneur Dragan Stojković pour participer à l'Euro 2024.

### Style de jeu
Spajić est un défenseur très vif qui base son jeu sur l’anticipation et la dureté du duel physique qu'il impose tout au long du match. Il joue en général arrière central (aux côtés de Kara Mbodj) mais peut également jouer arrière droit,.

## Statistiques
| Saison                | Club                     | Championnat           | Championnat | Championnat | Coupe nationale | Coupe nationale | Coupe de la Ligue | Coupe de la Ligue | Supercoupe | Supercoupe | Compétition(s) continentale(s) | Compétition(s) continentale(s) | Compétition(s) continentale(s) | Total | Total |
| Saison                | Club                     | Division              | M.          | B.          | M.              | B.              | M.                | B.                | M.         | B.         | Comp.                          | M.                             | B.                             | M.    | B.    |
| 2010-2011             | Étoile rouge de Belgrade | SuperLiga             | -           | -           | 1               | 0               | -                 | -                 | -          | -          | -                              | -                              | -                              | 1     | 0     |
| 2011-2012             | FK Sopot (prêt)          | Srpska Liga           | 34          | 0           | -               | -               | -                 | -                 | -          | -          | -                              | -                              | -                              | 34    | 0     |
| 2012-2013             | Étoile rouge de Belgrade | SuperLiga             | 16          | 0           | 1               | 0               | -                 | -                 | -          | -          | C3                             | 1                              | 0                              | 18    | 0     |
| Sous-total            | Sous-total               | Sous-total            | 50          | 0           | 2               | 0               | -                 | -                 | -          | -          | -                              | 1                              | 0                              | 53    | 0     |
| 2013-2014             | Toulouse FC              | Ligue 1               | 32          | 0           | 1               | 0               | 1                 | 1                 | -          | -          | -                              | -                              | -                              | 34    | 1     |
| 2014-2015             | Toulouse FC              | Ligue 1               | 17          | 0           | 1               | 0               | -                 | -                 | -          | -          | -                              | -                              | -                              | 18    | 0     |
| 2015-2016             | Toulouse FC              | Ligue 1               | 14          | 0           | 1               | 0               | 4                 | 0                 | -          | -          | -                              | -                              | -                              | 19    | 0     |
| Sous-total            | Sous-total               | Sous-total            | 63          | 0           | 3               | 0               | 5                 | 1                 | -          | -          | -                              | -                              | -                              | 71    | 1     |
| 2016-2017             | RSC Anderlecht (prêt)    | Jupiler Pro League    | 19+9        | 1+0         | 2               | 1               | -                 | -                 | -          | -          | C3                             | 9                              | 0                              | 39    | 2     |
| 2017-2018             | RSC Anderlecht           | Jupiler Pro League    | 23+5        | 1+0         | 2               | 0               | -                 | -                 | 1          | 0          | C1                             | 5                              | 0                              | 36    | 1     |
| Sous-total            | Sous-total               | Sous-total            | 56          | 2           | 4               | 1               | -                 | -                 | 1          | 0          | -                              | 14                             | 0                              | 75    | 3     |
| 2018-2019             | FK Krasnodar             | Premier-Liga          | 28          | 0           | 2               | 0               | -                 | -                 | -          | -          | C3                             | 9                              | 0                              | 39    | 0     |
| 2019-2020             | FK Krasnodar             | Premier-Liga          | 15          | 1           | 1               | 0               | -                 | -                 | -          | -          | C1+C3                          | 4+6                            | 0                              | 26    | 1     |
| 2021-2022             | FK Krasnodar             | Premier-Liga          | 10          | 1           | 1               | 0               | -                 | -                 | -          | -          | -                              | -                              | -                              | 11    | 1     |
| Sous-total            | Sous-total               | Sous-total            | 53          | 2           | 4               | 0               | -                 | -                 | -          | -          | -                              | 19                             | 0                              | 76    | 2     |
| 2020-2021             | Feyenoord Rotterdam      | Eredivisie            | 20          | 0           | 1               | 0               | -                 | -                 | -          | -          | C3                             | 6                              | 0                              | 27    | 0     |
| Total sur la carrière | Total sur la carrière    | Total sur la carrière | 242         | 4           | 14              | 1               | 5                 | 1                 | 1          | 0          | -                              | 40                             | 0                              | 302   | 6     |

## Palmarès
RSC Anderlecht
- Championnat de Belgique
  - Champion (1) : 2017
- Supercoupe de Belgique
  - Vainqueur (1) : 2017